# S:t Eriksplan (tunnelbanestation)
S:t Eriksplan är en station inom Stockholms tunnelbana, belägen vid Sankt Eriksplan i stadsdelen Vasastan i Stockholms innerstad.
Stationen togs i bruk den 26 oktober 1952 i samband med att tunnelbanan Hötorget–Vällingby invigdes. Den trafikeras av T-bana 1 (gröna linjen) och ligger mellan Odenplan och Fridhemsplan. Avståndet från station Slussen är 4,1 kilometer.
Det är en underjordsstation med en plattform cirka åtta meter under marken. Plattformen har väggar med kakelplattor men saknar utsmyckning av konstnär. Stationen har två biljetthallar, den ena på Sankt Eriksplan, den andra i korsningen Torsgatan/Sankt Eriksgatan.

## Galleri

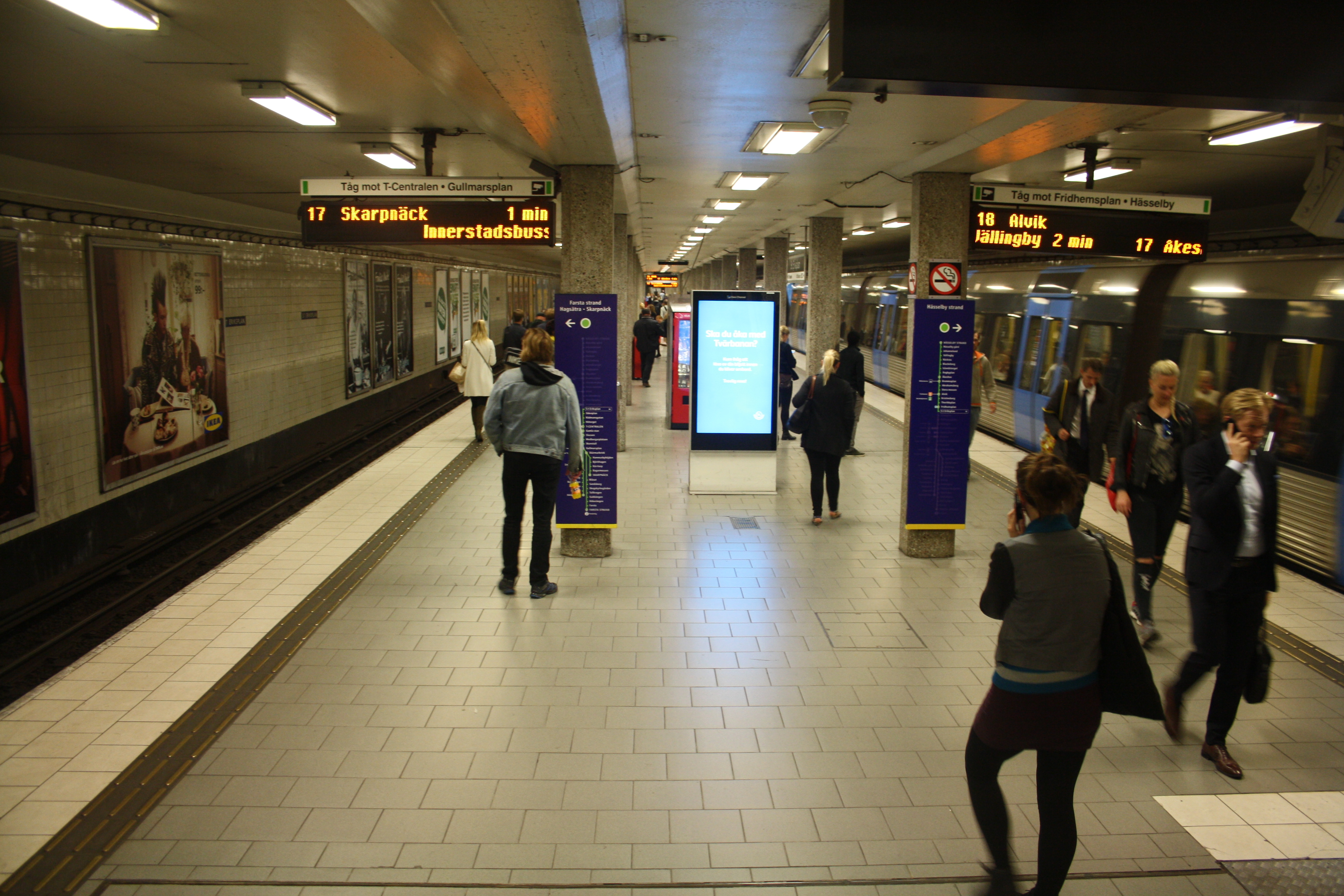
Perrongen
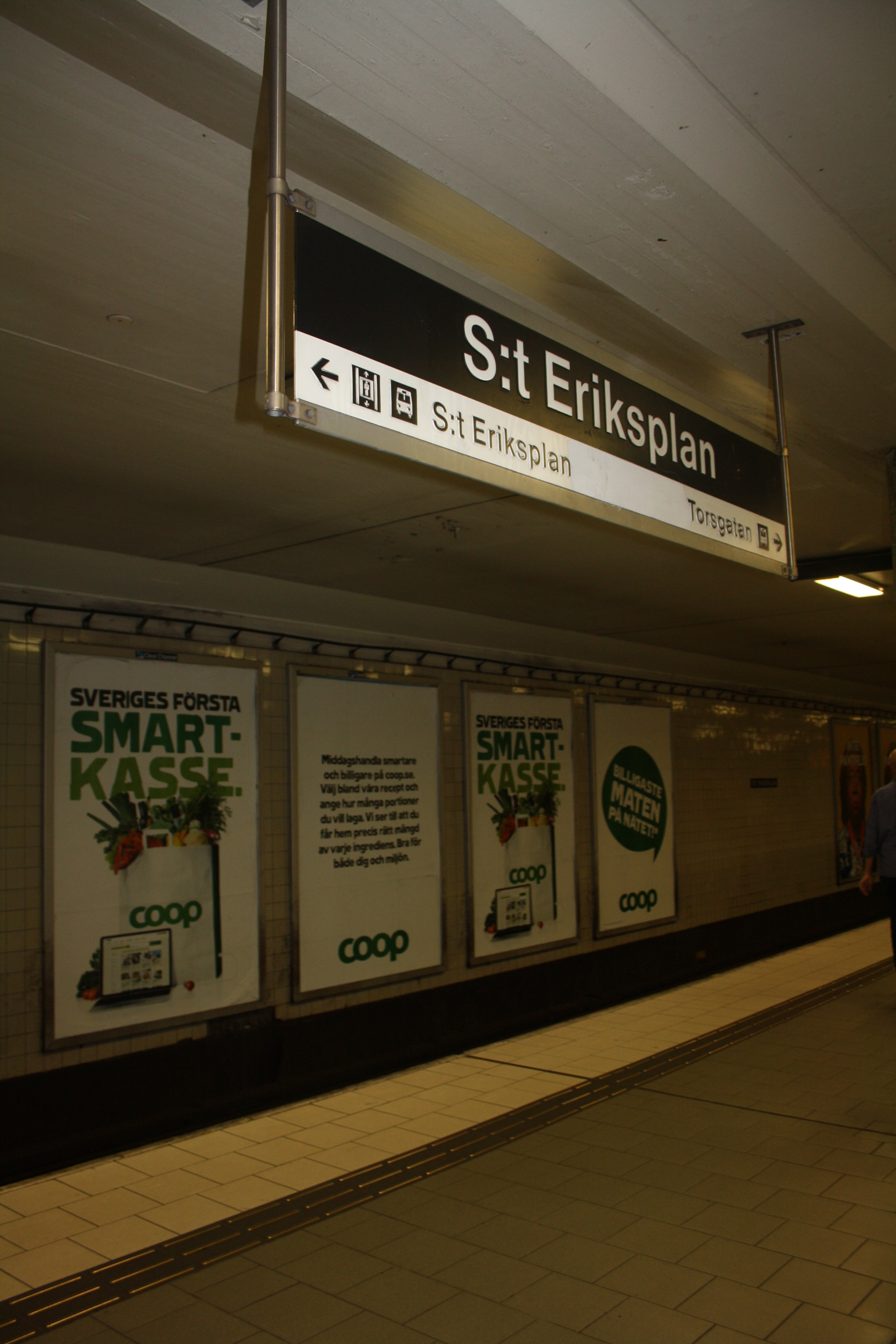
Stationsskylt på perrongen
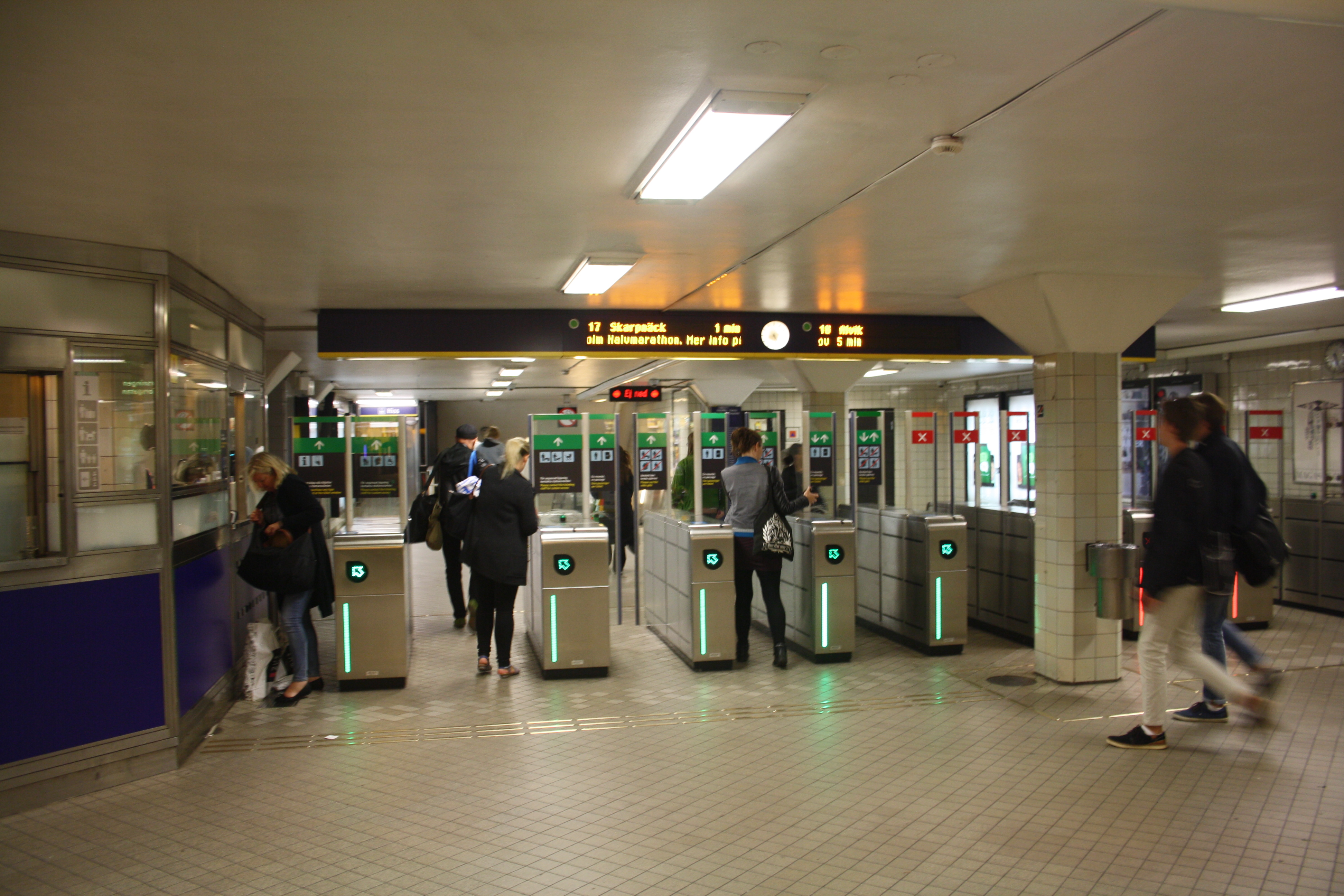
Spärren